# Пиргос, Леонидас
Леони́дас Пи́ргос (греч. Λεονίδας Πύργος; род. 1871, Мантинея, Греция) — греческий фехтовальщик, чемпион летних Олимпийских игр 1896 и первый чемпион Игр от Греции.
Пиргос был профессиональным фехтовальщиком, но для них на Играх устроили отдельное соревнование. Они выступали в соревнованиях на рапирах. Единственным соперником Пиргоса был француз Жан Перроне, которого он обыграл со счётом 3-1.